# El caso de la Nueva Grandeza
El caso de la Nueva Grandeza (título original: Ansa Moskovassa, título internacional:  The New Greatness Case) es una película documental finlandesa de 2022 dirigida por Ansa Moskovassa.
La película fue seleccionada para competir en la sección oficial a la mejor película de la Competencia Internacional en la 24° edición del Buenos Aires Festival Internacional de Cine Independiente.

## Sinopsis
Anya era una adolescente corriente que soñaba con mejorar la vida en Rusia. En marzo de 2018, fue detenida y encarcelada por cargos falsos de extremismo. Años después, su madre sigue luchando para demostrar la inocencia de su hija.

## Premios y nominaciones
| Premio/Festival de Cine                                   | Fecha del evento                 | Categoría                                | Nominado                     | Resultado | Ref.  |
| --------------------------------------------------------- | -------------------------------- | ---------------------------------------- | ---------------------------- | --------- | ----- |
| Buenos Aires Festival Internacional de Cine Independiente | 19 de abril al 1 de mayo de 2023 | Competencia internacional Mejor película | El caso de la Nueva Grandeza | Pendiente | [ 2 ] |